# La Gazette du Noun
La Gazette du Noun est un journal mensuel du Noun (département) dans l'Ouest du Cameroun.
Journal local d'informations et d'actualités qui s'adresse aux habitants expatriés de la région, la diaspora bamoune.
Pour une plus large accessibilité à ces informations et diffusion de La Gazette du Noun, un site Internet a également été créé en août 2008 au Cameroun mais il n'est aujourd'hui plus en ligne.